# مایکل فردریک هابز
مایکل فردریک هابز (انگلیسی: Michael Hobbs؛ زادهٔ ۲۸ فوریهٔ ۱۹۳۷) فرد نظامی اهل بریتانیا است. وی همچنین برندهٔ جوایزی همچون نشان سلطنتی ویکتوریایی و نشان امپراتوری بریتانیا شده‌است.